# Гульовський Андрій Володимирович
Гульовський Андрій Володимирович (нар. 24 жовтня 1943, с. Шельпаки Підволочиського р-ну, Тернопільська обл.) — художник, член НСХУ (2005).

## Біографія
1962 — закінчив у Львові училище прикладного мистецтва ім. І. Труша. 
1972 — закінчив Львівський інститут прикладного та декоративного мистецтва (нині Академія мистецтв) за спеціальністю "інтер'єр та обладнання" (викладачі В. Манастирський, В. Островський). 
З 1972 — працює в Тернопільських художньо-виробничих майстернях Художнього фонду України.

## Твори
Основні роботи — у галузях станкового, монументального і сакрального живопису. Автор портретів, пейзажів, монументальних композицій, ікон, натюрмортів. Учасник обласних, республіканських, всесоюзних та міжнародних мистецьких виставок від 1972 року. Персональна виставка — у Тернополі (2002) 
Твори зберігаються у музеях Тернополя, приватних колекціях в Україні, Австралії, Канаді, Польщі. 

### Твори
- портрети — «Мій дух романтики (Дружина)» (1973),
- «Мамин хліб» (1982);
- "Портрет лікаря" (1984).
- декоративні розписи — у Тернопільській швейній фабриці та дитсадку (обидва — 1985);
- «Оленка» (1986),
- діорама Тернопільського управління пожежної охорони (1987);
- розписи — церкви Св. Трійці (1989, Білостоцького воєводство, Польща), костелів Чесного Хреста (2000) та св. Богородиці (2002; Польща);
- «Неділя», «Різдвяна фантазія», «Під Седневим», «Казковий Седнів» (усі — 1987),
- «Романтичний настрій» (1990),
- «Гладіолуси», «Перші полуниці» (обидва — 1994),
- «Осіннє золото», «Пробудження» (обидва — 1998),
- «Свято бузку» (1999),
- «Надставна церква», «Чорнобривців засіяла мати» (обидва — 2002).
- «Архітектор І. Осадчук» (2002);[1] [2][3]